# Virgin's high!/kicks!
「Virgin's high!/kicks!」（バージンズ・ハイ!／キックス!）は、MELLの3枚目のシングル。 2007年9月26日にジェネオンエンタテインメントから発売された。

## 概要
前作の『Proof／no vain』から約4ヶ月ぶりとなるシングルであり、前作に続いて両A面収録となっている。「Virgin's high!」は、MELLのシングル楽曲としては初めてI'veの女性クリエイターである井内舞子が作曲を手掛け、作詞は2曲目の「kicks!」と共にMELL自身が行っている。初回限定盤と通常盤の2種類の仕様で発売された。前者には「kicks!」のプロモーションビデオを収録したDVDが同封されている。当初は、2007年8月29日発売予定だったが、1ヶ月延期された。

## 収録曲
1. Virgin's high! [4:18]
作詞：MELL／作曲・編曲：井内舞子
  - テレビアニメ『スカイガールズ』オープニングテーマ
  - 映画『Departed to the future』挿入歌
2. kicks! [3:46]
作詞：MELL／作曲・編曲：高瀬一矢
3. Virgin's high!（instrumental）
4. kicks!（instrumental）

## DVD（初回限定盤のみ）
1. kicks!（Music Clip）

## 収録アルバム
| 曲名           | 収録アルバム  | 発売日        | 備考                  |
| -------------- | ------------- | ------------- | --------------------- |
| Virgin's high! | 『MELLSCOPE』 | 2008年8月20日 | 1stオリジナルアルバム |
| kicks!         | 『MELLSCOPE』 | 2008年8月20日 | 1stオリジナルアルバム |